# Go-Momozono
Go-Momozono (後桃園天皇; Go-Momozono Tennó; 5. srpna 1758 – 16. prosince 1779) byl 118. japonským císařem. Vládl v letech 1771–1779. Po své smrti byl na trůně vystřídán svým adoptovaným synem, který poté vládl jako císař Kókaku.
Jeho vlastní jméno bylo Hidehito (英仁).
Go-Momozono se stal korunním princem v roce 1768. O dva roky později, tedy v roce 1770 mu trůn přenechala tehdejší císařovna Go-Sakuramači. Samotný císař byl chorý, zemřel v roce 1779 ve věku 21 let.
Go-Momozono neměl mužského potomka. Měl pouze jednu dceru, Jošiko. Proto adoptoval syna, který se po jeho smrti stal císařem. Go-Momozonova dcera se poté za něj provdala.

## Genealogie
Byl synem císaře Momozona a dvorní dámy. Než se stal císařem, byl známý jako císařský princ Hidehito (英仁親王).
Choť a potomstvo:
- Císařovna (Njogo): Konoe Koreko (近衛 維子, 26. ledna 1760 – 6. listopadu 1783), později Seikamó-in (盛化門院), dcera Konoe Učisakiho (近衛内前)
  - První dcera: císařská princezna Jošiko (欣子内親王, 11. března  1779 – 11. srpna 1846), provdaná za císaře Kókaku
- Adoptované děti:
  - Adoptovaný syn: císařský princ Kanehito (兼仁親王, 23. září 1771 – 11. prosince 1840), později císař Kókaku

| Japonští císaři           | Japonští císaři       | Japonští císaři  |
| ------------------------- | --------------------- | ---------------- |
| Předchůdce: Go-Sakuramači | 1771–1779 Go-Momozono | Nástupce: Kókaku |